# Привольный (Александрово-Гайский район)
Привольный — хутор в Новоалександровском районе Саратовской области России. Входит в состав Новоалександровского муниципального образования.

## География
Хутор находится в юго-восточной части Саратовской области, в полупустынной зоне, в пределах Прикаспийской низменности, вблизи государственной границы с Казахстаном, на расстоянии примерно 3 километров (по прямой) к юго-юго-востоку (SSE) от села Александров Гай, административного центра района. Абсолютная высота — 20 метров над уровнем моря.

## История
Образован в 2002 г. постановлением Саратовской областной думы № 3-74 от 13.11.2002 г.

## Население
| 2010 |
| ---- |
| 87   |

Гендерный состав
По данным Всероссийской переписи населения 2010 года в гендерной структуре населения мужчины составляли 51,7 %, женщины — соответственно 48,3 %.